# Résidence Walferdange
El Résidence Walferdange es un equipo de fútbol de Luxemburgo que juega en la éirepromotioun, la segunda división nacional.

## Historia
Fue fundado en el año 1908 en la ciudad de Helsem y su primer presidente fue Nicolas Welter, pero debido a la ocupación alemana durante la Segunda Guerra Mundial pasó a llamarse FK 08 Walferdingen, eso hasta 1946. Posteriormente crean las divisiones juveniles y la sección de baloncesto llamada BCC Résidence Walferdange.
En la temporada 2022/23 consigue el ascenso a la Éirepromotioun por primera vez en su historia.